# Anita Kerr
Pour les articles homonymes, voir Kerr.
Anita Kerr, née le 13 octobre 1927 à Memphis (Tennessee) et morte le 10 octobre 2022 à Genève, est une chanteuse, compositrice, arrangeuse et productrice musicale américaine.
Membre du quatuor vocal Anita Kerr Singers, qui remporte deux Grammy Awards en 1966 et 1967, elle chante les chœurs de milliers d'enregistrements à Nashville dans les années 1950 et 1960 et collabore dans l'ombre avec de grands noms, notamment Chet Atkins, Roy Orbison et Elvis Presley, et sur de grand tubes de l'époque.

## Biographie
Anita Kerr naît Anita Jean Grilli le 13 octobre 1927 à Memphis, dans le Tennessee. Elle a deux frères aînés. Leurs parents, William et Sofia (née Polonara), sont des immigrés italiens arrivés adolescents aux États-Unis. Le père tient une épicerie ; la mère, contralto qui a sa propre émission de radio en italien,, renonce à des études de musique classique à New York pour tenir le foyer.
Elle épouse Al Kerr, disc-jockey pour la radio, en 1947, à l'âge de 20 ans, avec qui elle a deux filles. Ils déménagent l'année suivante à Nashville après que celui-ci est engagé par une radio locale. Elle divorce en 1965 pour épouser un homme d'affaires de nationalité suisse, Alex Grob,, qu'elle rencontre lors d'une tournée avec Chet Atkins en Allemagne et au Benelux et qui devient son manager. Ils déménagent avec les enfants du premier mariage à Los Angeles, puis à Genève au début des années 1970,. Elle habite un temps à Zollikon, dans le canton de Zurich, à partir du 1er mai 1982 pour le travail de son époux.
Elle meurt dans un établissement médico-social à Genève le 10 octobre 2022, à l'âge de 94 ans. Elle est inhumée à Carouge.

## Carrière musicale
Elle commence le piano à l'âge de 4 ans. Adolescente, elle joue l'orgue à la messe et y dirige le chœur. À l'âge de 15 ans, elle est engagée comme musicienne pour une émission de radio locale.
Après son déménagement à Nashville en 1948, elle fonde une chorale. Sous le nom de The Anita Kerr Singers, ce quatuor vocal chante les chœurs sur des milliers d'enregistrement à Nashville dans les années 1950 et 1960,. Anita Kerr est la soprano du groupe et écrit les arrangements ; Dottie Dillard en est l'alto, Gil Writh le ténor et Louis Nunley la basse. Leur premier enregistrement en 1950 sur la chanson Our Lady of Fatima de Red Foley (en) se classe dans les vingt premières places du Billboard. Le chœur signe son premier contrat en 1951 avec Decca Records. Il a notamment accompagné dans les années 1950 les chanteurs de musique country Eddy Arnold et Hank Snow, les chanteurs de musique pop Bobby Helms sur Jingle Bell Rock, Brenda Lee et Burl Ives, ainsi que Roy Orbison sur Only the Lonely, et dans les années 1960 les chanteurs RnB Carla Thomas, Esther Phillips et Bobby Blue Bland.
En 1960, elle forme brièvement un autre quatuor, les Little Dippers. Leur tube, une balade onirique intitulée Forever, grimpe jusqu'à la dixième place du palmarès musical. L'année suivante, son autre groupe, The Anita Kerr Singers, signe un contrat avec RCA Victor Records et enregistre plusieurs albums de variété (easy-listening), parfois sous le nom d'Anita Kerr Quartet. Un de leurs albums, We dig Mancini (album de reprises de musiques de film et de séries TV d'Henry Mancini), et un de leurs simples, A Man and a Woman (reprise de Un homme et une femme), remportent le Grammy Award de la meilleure prestation vocale pop d'un duo ou groupe respectivement en 1966 et 1967. En 1964, elle accompagne Chet Atkins, avec qui elle travaille fréquemment depuis 1961, en tournée en Europe. Selon des témoignages, elle effectue souvent le travail de production d'albums qui est ensuite crédité à Chet Atkins. Elle reçoit même le surnom de Little Miss Nobody (petite Mlle Personne) parce qu'elle et son chœur ne sont pas crédités sur de nombreux albums. En 1965, elle fait les arrangements de la chanson Tomorrow Night d'Elvis Presley. Elle produit par la suite ses albums en collaboration avec Rod McKuen. Deux albums de gospel qu'elle écrit dans les années 1970 sont nommés pour les Grammy Awards.
Elle fonde avec son mari le Mountain Studio à Montreux en 1975,. Ce studio est vendu quatre ans plus tard à Queen par son mari,.
Elle collabore à partir des années 1980 avec Hardy Hepp (de). En 1985, elle écrit et dirige la chanson Piano, piano qui représente la Suisse au Concours Eurovision de la chanson. Interprétée par Mariella Farré et Pino Gasparini, la chanson finit à la douzième place.
Elle est la première femme à diriger l'orchestre philharmonique de Londres dans les années 1980 et à signer la musique d'un film (Limbo en 1972),.

### Distinctions
- 1975 : prix spécial de l'American Society of Composers, Authors and Publishers pour avoir contribué « à la naissance et au développement du son de Nashville »
- 1992 : prix de la National Academy of Recording Arts and Sciences pour sa « contribution exceptionnelle à la musique américaine »

## Discographie
La sélection d'albums ci-dessous est celle établie en 2021 par Richard Köchli. En 1982, 55 albums vendus à 150 millions d'exemplaires étaient crédités à Anita Kerr.
- From Nashville, The Hit Sound, RCA Victor, 1962 (The Anita Kerr Singers)
- We dig Mancini, RCA Victor, 1965 (The Anita Kerr Quartet)
- And Now... The Anita Kerr Orchestral, Warner Bros, 1966 (The Anita Kerr Orchestral)
- All you Need is Love, Warner Bros, 1967 (The Anita Kerr Singers)
- The Sea, Warner Bros, 1967 (Anita Kerr, Rod McKuen / The San Sebastian Strings)
- I Sang With Jim Reeves, Philips, 1968 (Anita Kerr Singers)
- Reflect on The Hits of Burt Bacharach & Hal David, Dot Records, 1969 (The Anita Kerr Singers)
- Gentle as Morning, Word, 1975 (The Anita Kerr Singers)
- Walk a Little Slower, Word, 1976 (The Anita Kerr Singers)
- Precious Memories, Word, 1977 (The Anita Kerr Singers)
- We Dig Anita. The Oohs And Aahs Of The Nashville Sound, compilation, Él, 2016 (The Anita Kerr Quartet / The Anita Kerr Singers)